# Demonernas port
Demonernas port (japansk originaltitel: Rashōmon, kanji: 羅生門) är en japansk kriminal-dramafilm från 1950 i regi av Akira Kurosawa. Filmen är kanske mest känd under originaltiteln Rashōmon, som syftar på "slottsporten", en infartsbyggnad i Kyoto. Filmmanuset bygger på två noveller av Akutagawa Ryunosuke, den ena med samma titel som filmen. Den andra är Yabu no Naka (藪の中, In a Grove, 1921), som svarar för huvuddelen av intrigen.
Filmen tilldelades Guldlejonet vid filmfestivalen i Venedig 1951. Detta resulterade i att den blev Kurosawas, och därmed även japansk films, genombrott i väst. Vid Oscarsgalan 1952 tilldelades Demonernas port en Oscar för bästa utländska film.
I Sverige hade filmen premiär 31 augusti 1953 och var tillåten från 15 år. Två minuter av stridsscenerna i akt fyra klipptes bort av den svenska filmcensuren.

## Handling
Handlingen cirkulerar kring ett mord och hur dess händelseförlopp uppfattats helt olika av fyra olika vittnen (inklusive offret själv via spiritistiskt medium). Frågan handlingen ställer är, hur man egentligen kan skilja sant från falskt eller om det ens är möjligt.

## Rollista, urval
- Toshiro Mifune – Tajomaro, bandit
- Masayuki Mori – Takehiro, samuraj
- Machiko Kyō – Masako, samurajens hustru
- Takashi Shimura – vedhuggaren
- Minoru Chiaki – prästen
- Noriko Honma – mediet

## Influenser

### Bearbetningar
Under våren 2007 blev Demonernas port teaterpjäs på Malmö Dramatiska Teater. Bogdan Szyber och Carina Reich har bearbetat historien och förlagt skådespelet till en bilverkstad i Sverige 1972. Niklas Engdahl och Regina Lund spelar två av rollerna.